# IQ雙拼

IQ雙拼

IQ雙拼（Atypical IQ Show，節目英文名稱依然不變）是一個由香港有線電視製作的兒童節目。
IQ雙拼由2004年2月至2006年7月14日下午5時30分至6時30分，在香港有線電視兒童台播放。主持人為區焯文（Amen）和劉蜀永（Bean）。IQ雙拼多數為現場直播，翌日早上9時至10時、下午2時至3時（2006年7月初至7月15日）亦會重播。
IQ雙拼前身為IQ非典型，由2003年4月起播放。
IQ雙拼在2006年7月14日播映完最後一集後，2006年7月17日由另一兒童節目智趣大本營取代。

## 節目內容
IQ雙拼加強了互動性，讓小朋友有機會與主持人和直接交流對話，分享經驗和暢談話題。

### 遊戲環節
遊戲環節方面包括《拆彈專家》、《為食棋》、《眼明口快》、《IQ自助餐》、《IQ動作題》、《IQ全餐》、《對對棋》、《動物鬥一番》、《IQ拍住上》、《IQ有問題》、《是非題》、《大腳八》、《記憶腦震盪》及《IQ擂台陣》等遊戲，遊戲環節全面擴闊智能問題領域，考驗小朋友。

## 外部連結
- IQ雙拼網頁